# Miloš Michovský
Miloš Michovský (* 25. května 1952) je bývalý český fotbalista, útočník.

## Fotbalová kariéra
V československé lize hrál za Slavii Praha. Nastoupil ve 3 ligových utkáních. Gól v lize nedal.

## Ligová bilance
| Ročník                                   | Zápasy | Góly | Klub         |
| ---------------------------------------- | ------ | ---- | ------------ |
| 1. československá fotbalová liga 1978/79 | 2      | 0    | Slavia Praha |
| 1. československá fotbalová liga 1979/80 | 1      | 0    | Slavia Praha |
| CELKEM 1. liga                           | 3      | 0    |              |